# Ère Ten'en
L'ère Ten'en (天延) est une des ères du Japon (年号, nengō, lit. « nom de l'année ») après l'ère Tenroku et avant l'ère Jōgen. Cette ère couvre la période allant du mois de décembre 973 jusqu'au mois de juillet 976. L'empereur régnant est En'yu-tennō (円融天皇).

## Changement d'ère
- 6 février 973 Ten'en gannen (天延元年?) : Le nom de la nouvelle ère est créé pour marquer un événement ou une série d'événements. L'ère précédente se termine là où commence la nouvelle, en Tenroku 4, le 20e jour du 12e mois de 973[3].

## Évènements de l'ère Ten'en
- 28 mai 973 (Ten'en 1, 24e jour du 4e mois) : Un incendie se déclare dans un ensemble appartenant au clan Minamoto situé près du palais impérial. Le feu ne peut être contenu et plus de 300 maisons sont réduites en cendres. La garde est doublée autour de la résidence de l'empereur[4].
- 974 (Ten'en 2, 2e mois) : Fujiwara no Kanemichi est nommé Daijō-daijin et reçoit la permission de voyager à la cour en charriot[4].
- 974 (Ten'en 2, 10e mois) : L'empereur reçoit en cadeau des chevaux en provenance de Corée[4].
- 975 (Ten'en 3, 8e mois) : La nuit, une comète traverse le ciel[4].

| Ten'en    | 1re | 2e  | 3e  | 4e  |
| Grégorien | 973 | 974 | 975 | 976 |